# باشگاه فوتبال آمریکا
باشگاه فوتبال آمریکا (انگلیسی: Club América) یک باشگاه فوتبال در مکزیکوسیتی، مکزیک است.
این باشگاه که در سال ۱۹۱۶ تأسیس شده سابقه ۱۶ قهرمانی در دسته برتر فوتبال مکزیک و ۷ قهرمانی در لیگ قهرمانان کونکاکاف را در کارنامه دارد.